# Lijst van voetbalinterlands Bangladesh - Thailand
Deze lijst van voetbalinterlands is een overzicht van alle officiële voetbalinterlands tussen de nationale teams van Bangladesh en Thailand. De landen hebben tot op heden veertien keer tegen elkaar gespeeld. De eerste ontmoeting, een vriendschappelijke wedstrijd, was op 26 juli 1973 in Kuala Lumpur (Maleisië). Het laatste duel, eveneens een vriendschappelijke wedstrijd, vond plaats op 17 november 2012 in Bangkok.

## Wedstrijden
| №  | Plaats       | Datum            | Competitie                 | Wedstrijd             | Uitslag |
| -- | ------------ | ---------------- | -------------------------- | --------------------- | ------- |
| 1  | Kuala Lumpur | 26 juli 1973     | Vriendschappelijk          | Thailand − Bangladesh | 2 − 2   |
| 2  | Kuala Lumpur | 10 augustus 1973 | Vriendschappelijk          | Thailand − Bangladesh | 2 − 0   |
| 3  | Kuala Lumpur | 14 augustus 1975 | Vriendschappelijk          | Thailand − Bangladesh | 1 − 1   |
| 4  | Bangkok      | 20 december 1976 | Vriendschappelijk          | Thailand − Bangladesh | 2 − 0   |
| 5  | Surakarta    | 15 augustus 1984 | Azië Cup 1984 kwalificatie | Bangladesh − Thailand | 1 − 2   |
| 6  | Bangkok      | 23 maart 1985    | WK 1986 kwalificatie       | Thailand − Bangladesh | 3 − 0   |
| 7  | Dhaka        | 5 april 1985     | WK 1986 kwalificatie       | Bangladesh − Thailand | 1 − 0   |
| 8  | Abu Dhabi    | 12 februari 1988 | Azië Cup 1988 kwalificatie | Bangladesh − Thailand | 1 − 1   |
| 9  | Bangkok      | 19 februari 1989 | WK 1990 kwalificatie       | Thailand − Bangladesh | 1 −0    |
| 10 | Dhaka        | 8 maart 1989     | WK 1990 kwalificatie       | Bangladesh − Thailand | 3 − 1   |
| 11 | Bangkok      | 23 juni 1992     | Azië Cup 1992 kwalificatie | Thailand − Bangladesh | 1 − 0   |
| 12 | Tokio        | 18 april 1993    | WK 1994 kwalificatie       | Thailand − Bangladesh | 4 − 1   |
| 13 | Dubai        | 5 mei 1993       | WK 1994 kwalificatie       | Bangladesh − Thailand | 1 − 4   |
| 14 | Bangkok      | 17 november 2012 | Vriendschappelijk          | Thailand − Bangladesh | 5 − 0   |

## Samenvatting
| Competitie            | Totaal gespeeld | Winst Bangladesh | Gelijk | Winst Thailand | Doelsaldo Bangladesh – Thailand |
| --------------------- | --------------- | ---------------- | ------ | -------------- | ------------------------------- |
| WK-kwalificatie       | 6               | 2                | 0      | 4              | 6 − 13                          |
| Azië Cup-kwalificatie | 3               | 0                | 1      | 2              | 2 − 4                           |
| Vriendschappelijk     | 5               | 0                | 2      | 3              | 3 − 12                          |
| Totaal                | 14              | 2                | 3      | 9              | 11 − 29                         |

Wedstrijden bepaald door strafschoppen worden, in lijn met de FIFA, als een gelijkspel gerekend.